# Глітч (електроніка)
Глітч (англ. glitch) — короткочасне порушення роботи системи. Термін часто вживається для опису тимчасових порушень, які виправляють самі себе та, відповідно, важко піддаються виправленню шляхом зовнішнього втручання; широко використовується в комп'ютингу, електроніці, а також серед геймерів. Може застосовуватися по відношенню до всіх видів систем, включаючи організації людей та системи, що існують у природі. Спірним залишається питання відмінностей між глітчем та багом, проте здебільшого в середовищі користувачів відеоігор глітч визначається як невелике порушення, що тимчасово змінює візуальні або звукові характеристики гри, тоді як баг є більш серйозною функціональною проблемою.

## Походження назви
Згідно з деякими спеціалізованими джерелами, серед яких довідник Random House's American Slang, термін походить від німецького glitschen, що означає «ковзати», та єврейського gletshn, що має подібне значення. «Глітч» є відносно новим терміном. Уперше його детально пояснив жителям США учасник ігрового шоу What's My Line? Беннет Серф (англ. Bennett Cerf) у 1965 під час одного з випусків програми. В цьому ж році вже інший учасник шоу Джон Дейлі (англ. John Daly) охарактеризував цей термін як такий, що вживається частинами повітряних сил США, розташованими на мисі Кеннеді, — вони застосовували його до процесу запуску ракет, точніше до помилок, які виникають під час цього процесу. Трохи пізніше журнал Time охарактеризував глітч як космічний термін, що характеризує невеликі помилки в ракетних апаратних засобах, які важко виявити.

## В електроніці
В електроніці, у тому числі цифровій, глітч являє собою короткочасний електричний імпульс, який здебільшого є результатом порушень у роботі або помилок у ході проектування. Наприклад, значна частина електронних компонентів, серед яких тригери, піддається дії імпульсу, який не повинен бути коротшим за мінімальну необхідну тривалість, інакше може виникнути несправність. Імпульс, коротший за мінімальну необхідну тривалість, називається глітчем. Подібними йому є короткий імпульс, амплітуда якого менша за мінімальний рівень, необхідний для нормальної роботи, а також імпульс, подібний до глітча, однак викликаний сигналами дзвінка або перехресними завадами. Глітч може виникати при наявності стану гонитви в погано спроектованих цифрових логічних схемах. Наприклад, якщо сигнал базується на двох інших сигналах, які, в свою чергу, базуються на основному сигналі, то глітч може виникнути, якщо відбудеться затримка одного з них. 

## У комп'ютерах
Комп'ютерний глітч — це збій системи, яка містить у собі обчислювальні пристрої, що не дозволяє їй коректно та в повній мірі виконувати свої функції. Часто його відносять до проблем, які не виявлені під час їх виникнення, однак проявилися пізніше внаслідок помилок у даних або неправильних людських дій. Ситуації, які часто називають комп'ютерним глітчем, — це неправильно створене програмне забезпечення (баг), помилки оператора (неправильні інструкції, дані оператором), невиявлені некоректні вхідні дані (ця проблема також може вважатися багом), невиявлені комунікаційні помилки, комп'ютерні віруси, троянські програми та хакерська діяльність.
Іноді глітч може створювати такі проблеми, як несправність клавіатури, численні проблеми з доступом, збої у візуальному відображенні інформації на екрані, програмні дисфункції та збої у програмних реєстрах.

## У відеоіграх

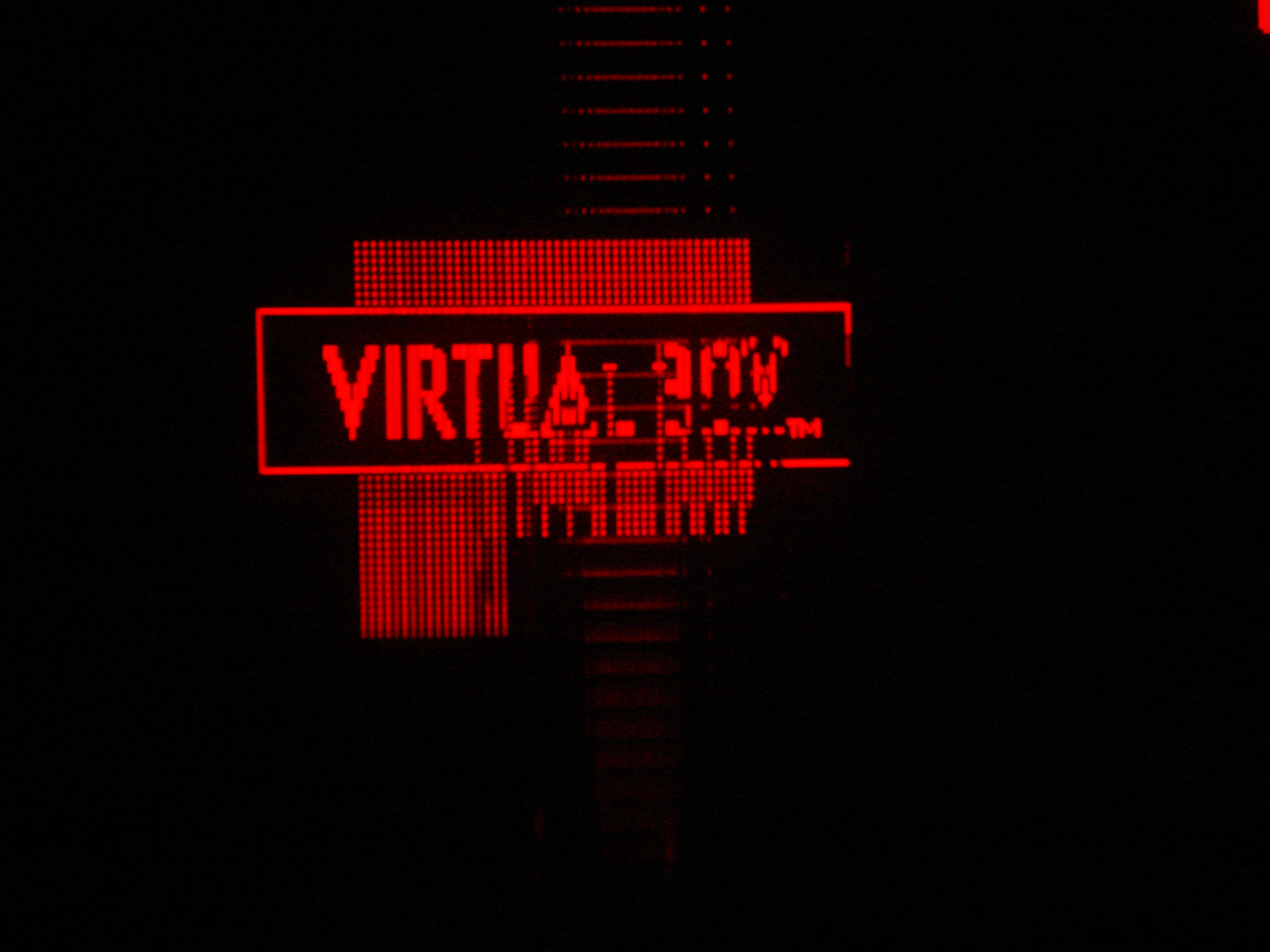
Заставка гри Virtual Boy, пошкоджена візуальним глітчем

Глітч, так само як і баг, є помилкою в програмному забезпеченні, яка може спричинити серйозні проблеми всередині коду та, як правило, залишається непоміченою й невирішеною в процесі виробництва програмного забезпечення. Комплексне програмне забезпечення перед першим випуском рідко буває повністю позбавленим як багів, так і помилок взагалі.
Глітчі у відеоіграх включають у себе некоректні графічні зображення, помилки у виявленні зіткнень, гальмування або самовільне скидання гри, проблеми зі звуком та ряд інших питань. Графічні глітчі особливо помітні у «платформерах», де спотворені текстури безпосередньо впливають на ігровий процес. Деякі види глітчів є потенційно небезпечними для пам'яті гри.
Практичне використання геймерами помилок, допущених під час програмування, для того, щоби досягти певних переваг у грі над іншими учасниками, називається глітчингом. Глітч може бути свідомо викликаний у деяких домашніх ігрових консолях для маніпуляції грою, наприклад, нахилення картриджу вбік з метою деактивації деяких контактів, розташованих уздовж крайових конекторів, та переривання частини потоків даних між картриджем та консоллю. Це відображається на візуальному зображенні та звуці — виникають помилки. Однак такі дії можуть призвести до краху гри або перманентних порушень в ігровому середовищі.
Глітчі також активно використовуються для швидкісного проходження гри. Є два типи глітчів, які використовуються з цією метою, — переповнення стека та довільне виконання коду; другий є занадто складним для здійснення, він призводить до виникнення об'єкту в ігровому середовищі, який дозволяє розширити функціонал гри.
Частина процесу забезпечення якості, що виконується ігровими тестерами, полягає у внесенні та розмноженні глітчів, після чого робиться доповідь, яка надається розробникам; останні, базуючись на отриманій інформації, виправляють помилки. Деякі ігри мають хмароподібну систему оновлення програмного забезпечення, що може бути використано для виправлення кодових проблем та інших помилок в іграх.

## На телебаченні
У телевізійному мовленні глітч проявляється у вигляді зазубрених ліній на екрані, зміщених фракцій, статичного зображення, інвертованих кольорів та ряді інших проблем. Під час появи глітчу звук зазвичай пропадає. Такі проблеми можуть викликатися рядом факторів — втручанням мікрохвиль у процес мовлення, пошкодженням кабелів у телецентрі, погодними умовами тощо.

## У популярній культурі
Тема глітчу зустрічається в ряді творів популярної культури:
- CB Bible (1976) — документальний літературний твір, у якому слово «глітч» внесено до словника сленгу громадянського радіо; тут він визначається як «невизначений технічний дефект обладнання»;[9]
- The Glitch (2008) — короткометражний фільм, у якому показана дезорієнтація глядача нічного телебачення Гаррі Оуена, який переживає «цифрові завади, що розколюють мозок»;[10]
- У мультиплікаційному фільмі Ральф-руйнівник (2012) у відеогрі Sugar Rush зустрічається глітчевий персонаж Ванеллопа фон Швіц.